# Dusmadiores doubeni
Dusmadiores doubeni är en spindelart som beskrevs av Rudy Jocqué 1987. Dusmadiores doubeni ingår i släktet Dusmadiores och familjen Zodariidae.
Artens utbredningsområde är Togo. Inga underarter finns listade i Catalogue of Life.